# Votations fédérales de 1997 en Suisse
Cinq votations fédérales ont été organisées en 1997 en Suisse les 8 juin et 28 septembre.

## Mois de juin
Le 8 juin 1997, trois objets sont soumis à la votation.
1. L'initiative populaire du 21 janvier 1994 « Négociations d'adhésion à l'UE: que le peuple décide! ».
2. L'initiative populaire du 24 septembre 1992 « Pour l'interdiction d'exporter du matériel de guerre ».
3. Le référendum obligatoire sur l'arrêté fédéral du 13 décembre 1996 concernant la suppression de la régale des poudres.

### Résultats
| Question                                       | Pour      | Pour | Contre    | Contre | Blancs | Nuls  | Total     | Inscrits  | Partici- pation | Cantons pour | Cantons pour | Cantons contre | Cantons contre |
| Question                                       | Votes     | %    | Votes     | %      | Blancs | Nuls  | Total     | Inscrits  | Partici- pation | Entiers      | Demi         | Entiers        | Demi           |
| ---------------------------------------------- | --------- | ---- | --------- | ------ | ------ | ----- | --------- | --------- | --------------- | ------------ | ------------ | -------------- | -------------- |
| Négociations d'adhésion à l'UE                 | 416 720   | 25,9 | 1 189 440 | 74,1   | 24 417 | 4 987 | 1 635 564 | 4 614 860 | 35,44           | 0            | 0            | 20             | 6              |
| Interdiction de l'export du matériel de guerre | 361 164   | 22,5 | 1 243 869 | 77,5   | 26 845 | 4 955 | 1 636 833 | 4 614 860 | 35,47           | 0            | 0            | 20             | 6              |
| Régale des poudres                             | 1 268 162 | 82,2 | 275 049   | 17,8   | 77 520 | 6 165 | 1 626 896 | 4 614 860 | 35,25           |              |              |                |                |

## Mois de septembre
Le 28 septembre 1997, deux objets sont soumis à la votation.
1. Le référendum facultatif sur l'arrêté fédéral du 13 décembre 1996 sur le financement de l'assurance-chômage.
2. L'initiative populaire du 24 septembre 1992 « Jeunesse sans drogue ».

### Résultats
| Question                           | Pour    | Pour | Contre    | Contre | Blancs | Nuls  | Total     | Inscrits  | Partici- pation | Cantons pour | Cantons pour | Cantons contre | Cantons contre |
| Question                           | Votes   | %    | Votes     | %      | Blancs | Nuls  | Total     | Inscrits  | Partici- pation | Entiers      | Demi         | Entiers        | Demi           |
| ---------------------------------- | ------- | ---- | --------- | ------ | ------ | ----- | --------- | --------- | --------------- | ------------ | ------------ | -------------- | -------------- |
| Financement de l'assurance-chômage | 901 631 | 49,2 | 931 457   | 50,8   | 37 703 | 6 101 | 1 876 622 | 4 618 943 | 40,63           |              |              |                |                |
| Jeunesse sans drogue               | 545 713 | 29,3 | 1 314 060 | 70,7   | 20 248 | 6 033 | 1 886 054 | 4 618 943 | 40,83           | 0            | 0            | 20             | 6              |